# Senegalia

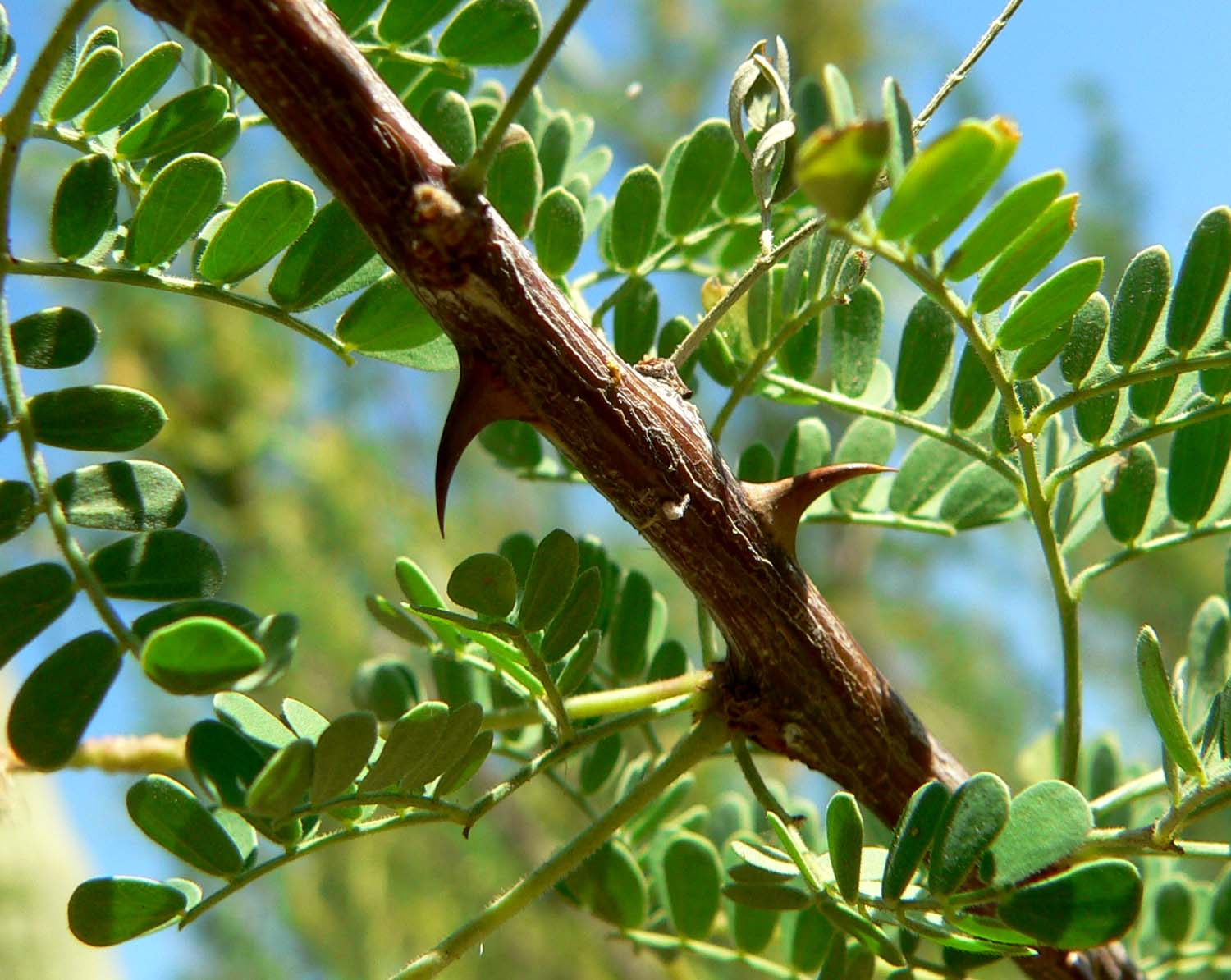
Espinhos de Senegalia.

Senegalia é um género de plantas com flor pertencente à família Fabaceae (leguminosas) que compreende cerca de 40 espécies validamente descritas. Até 2005 estas espécies eram consideras como pertencentes ao género Acacia. O género é originário da América do Sul.

## Descrição
O género Senegalia Raf. foi estabelecido em 1838, sendo definitivamente aceite somente após as recentes confirmações do polifiletismo de Acacia Mill. (Acacia sensu lato).
As espécies de Senegalia se caracterizam principalmente pelo hábito, em geral lianóide, frequentemente apresentando variações cambiais no caule, ou raramente arbustivo ou arbóreo, folhas bipinadas e presença de nectários peciolares. As inflorescências são glomérulos ou espigas, com flores de estames livres numerosos (acima de 10) e ovário estipitado. Frutos do tipo legume ou raramente folículo. No Brasil ocorrem cerca de 40 espécies.